# Purtsi
Purtsi – wieś w Estonii, prowincji Valga, w gminie Puka.